# Brembodus ridens
Brembodus ridens es una especie monotípica del género extinto de peces Brembodus.

## Descripción
Se trata de una especie marina que presentaba forma romboidal, aspecto que caracteriza a los peces modernos que habitan en arrecifes de coral. Además contaba con una cresta dorsal alargada, una especie de púa o espina diminuta en el lomo formada por extensiones de los huesos del cráneo, la dentadura era plana y redondeada, esto, probablemente es un indicio de una alimentación basada en alimentos duros (dieta durofágica); se cree que consumía algunas especies de moluscos provistos de conchas firmes y robustas, los cuales eran triturados por los dientes modificados de B. ridens. Según registros, la especie medía aproximadamente 10-20 cm de longitud (3,93-7,87 pulgadas).

## Distribución
Algunos restos de la especie se han encontrado en Italia, en la formación geológica Calcare di Zorzino. Se cree que vivía en aguas poco profundas cerca de los arrecifes.